# We'll Be Together
We'll Be Together is een nummer van de Britse muzikant Sting uit 1987. Het is de eerste single van zijn tweede soloalbum ...Nothing Like the Sun.
Sting schreef het nummer voor een reclame van de Japanse bierfirma Kirin. Hij zei dat de firma hem vroeg een lied te schrijven met het woord "together" erin. Hoewel Sting het nummer in slechts een paar minuten geschreven had, waren de Japanners al meteen enthousiast over het resultaat. Op de eerste opname van het nummer speelt Eric Clapton gitaar, terwijl Bryan Loren dat op de uiteindelijke versie doet. "We'll Be Together" bereikte een bescheiden 41e positie in Stings thuisland het Verenigd Koninkrijk. Succesvoller was het in Amerika. In de Nederlandse Top 40 kwam het nummer tot een 33e positie.